# اندوور، نیوجرسی
اندوور (به انگلیسی: Andover Township) شهری در ایالت نیوجرسی کشور ایالات متحده آمریکا است که جمعیت آن در سرشماری سال ۲۰۱۰ میلادی، ۶٬۳۱۹ نفر بوده‌است.